# Charlie Fabert
Charlie Fabert, de son nom de naissance Charlie Jeanningros (né le 26 novembre 1988 à Vitry-le-François, en France), est un guitariste, compositeur, chanteur et producteur français.

## Biographie
Charlie Fabert commence la guitare à l'âge de quatorze ans en reproduisant les morceaux de Led Zeppelin, Deep Purple et Jimi Hendrix. Sa rencontre en 2004 avec Fred Chapellier l'orientera vers la musique Blues.
En 2006, Charlie se produit avec différentes formations grâce auxquelles il joue en Hongrie, sur le plus grand festival d'Europe (le Sziget Festival), ou encore avec le chanteur de pop, Mourad Bouraoui, avec qui il tournera en Russie et fera sa première télévision. La première émission télévisée qu'il enregistrera sous son nom sera diffusée le 28 septembre 2008.
Charlie décide de créer sa propre formation, qui portera dans un premier temps le nom de Charlie Fabert Blues Band. Les musiciens qui l'accompagnent à cette époque sont Matthieu Edel (basse) et Pierre Garnier (batterie). Le groupe fera quelques concerts dans la région Champagne-Ardenne durant une année, avant de se séparer.
Le jeune vitryat décide quelques mois plus tard de se produire désormais sous son nom. Le groupe deviendra « Charlie Fabert », composé de Lahcen Bennajem à la basse et de Pierre-Alain Delaunoy à la batterie. En quelques années, Charlie enchaîne les premières parties de groupes légendaires (Ten Years After, The Christians…) ainsi que les festivals en France (Cahors Blues Festival, Avignon Blues Festival, le Festival des Granges, le Festival des Musiques D'Ici et d'Ailleurs, etc.). Il compte plusieurs tournées européennes à son actif.
Lors d'un concert au château de Goncourt le 9 juin 2007, un spectateur allemand arrivé là par hasard tombe sous le charme de la prestation de Charlie et décide de laisser un message sur son livre d'or, en lui conseillant de découvrir la musique de la chanteuse écossaise Kate Cassidy. Il envoie également un mail à Kate. C'est elle qui contactera Charlie via internet quelques semaines plus tard. Les deux musiciens se lient d'amitié et décident de travailler ensemble. Ils entrent au Black Rose Studio en décembre 2008 afin d'enregistrer un album de compositions nommé « Lookin' Up For Light ». Tom Principato, Fred Chapellier, Lorenzo Sanchez, Damien Cornélis et Franck Dia Delma interviennent, en tant qu'invités, sur le CD. Philippe Haudidier (Pheland Production) décide de s'occuper de la production et s'investit pendant plus d'un an sur ce projet en tant qu'ingénieur du son.
En décembre 2009, alors qu'il est en tournée en Angleterre avec la chanteuse Sally Strawberry, le jeune guitariste rencontre des icônes du blues anglais, telles que certains musiciens des Yardbirds, des Kinks et le chanteur Paul Cox. Paul remarque le jeu de Charlie. Les deux bluesmen décident de monter une tournée ensemble au Royaume-Uni et en France durant une longue partie de l'année 2010.
De 2011 à 2017, Charlie Fabert est guitariste dans le groupe de Fred Chapellier.
En mai 2016, Charlie Fabert crée le groupe de blues/rock Rozedale avec la chanteuse Amandyn Roses. Leur musique est un mélange d'influences traditionnelles et modernes qui prend toute son ampleur sur scène. Après seulement quelques mois d'existence, Rozedale est déjà demandé et programmé en 2017 sur un grand nombre de festivals dans toute la France.
Le 11 octobre 2016, Rozedale sort son premier EP cinq titres Before the storm. Le stock de cet EP tiré à trois cents exemplaires en édition limitée est presque épuisé en seulement trois semaines avant même sa sortie officielle.
Le groupe annonce dans la foulée son premier album chez Dixiefrog Records / Borderline Blues. Sa sortie européenne est annoncée pour le 26 mai 2017 et sa sortie japonaise pour juin 2017.
Pour l'occasion, Rozedale fait sa release party le 22 mai 2017 au New Morning de Paris.

## Médias
- « Un show tant époustouflant qu'exceptionnel »[4] (BCR la Revue).

## Discographie
- Wide Awake (Rozedale) [Sortie européenne le 9 novembre 2018, Label Dixiefrog).
- Long Way To Go (Rozedale) [Sortie européenne le 26 mai 2017, sortie japonaise en juin 2017, Label Dixiefrog).
- Grand Media Blackout (Grand Media Blackout) [Sorti le 29 novembre 2016].
- Before The Storm (Rozedale) [Sorti le 11 octobre 2016].
- It Never Comes Easy (Fred Chapellier) [Sorti le 29 avril 2016].
- Limited Debut Tour Edition (Grand Media Blackout) [Sorti le 4 mars 2016].
- 100 % (The Proof feat. Micky Moody, Snowy White et Charlie Fabert) [2014].
- Electric Communion (Fred Chapellier) [Sorti le 6 mai 2014].
- Live in France (Janet Robin and band) [2013].
- Electric Fingers (Fred Chapellier) [Sorti le 23 octobre 2012].
- Live At l'Orange Bleue (Charlie Fabert) - DVD + CD live [Sorti le 14 octobre 2011].
- That's What We Were Born For (Paul Cox & Charlie Fabert) [Sorti le 2 août 2011].
- Private Night Sessions (Kate Cassidy & Charlie Fabert) [Sorti le 15 mai 2009] - Édition limitée distribuée lors d'un seul concert.
- Lookin' Up For Light (Kate Cassidy & Charlie Fabert) [Sortie non annoncée].